# Alea (elettronica)
Il termine alea indica un segnale non corretto in uscita da un circuito logico, prodotto eventualmente dai ritardi di propagazione dei segnali elettrici all'interno del circuito stesso. 
Tali segnali errati hanno durata transitoria e possono influire negativamente nel normale funzionamento di un circuito. 
Si possono dividere in più tipi differenti:
- Alee statiche: quando si ha una sola commutazione segnale corretto-incorretto-corretto;
- Alee dinamiche: quando si hanno multiple commutazioni segnale corretto-incorretto.

Le alee si presentano durante la commutazione delle variabili di ingresso, in particolare quando variano contemporaneamente due o più valori.
Se le variabili vengono variate singolarmente nel tempo, e le alee cessano di presentarsi, ed in questo caso vengono chiamate alee funzionali.
Se non si eliminano neanche con opportune temporizzazioni delle variabili d'ingresso si hanno le cosiddette alee logiche.
In tal caso bisogna rinunciare alla minimizzazione spinta della funzione logica desiderata, e bisogna considerare un circuito più complesso che non presenta problemi di questo genere.
Per cercare di limitare i fenomeni transitori nelle reti combinatorie e il nascere di alee, è necessario che:
- lo stato di ingresso successivo venga presentato solamente dopo che la rete è entrata a regime;
- tra lo stato di ingresso attuale e quello successivo deve esserci solamente 1 bit di differenza;
- tra lo stato d'uscita attuale e quello successivo deve esserci solamente 1 bit differenza.

La prima tecnica, chiamata pilotaggio fondamentale, permette di non sovrapporre il transitorio dello stato di ingresso precedente con il transitorio attuale. Si definisce, infatti, a regime una rete in cui le uscite si sono già adeguate alle entrate.
Con la seconda e terza condizione, non sempre possibili, si evita di far entrare nel circuito stati di ingresso spuri in quanto è impossibile che chi si trova a monte di un circuito riesca a modificare nello stesso istante due bit contemporaneamente.
Le alee non si presentano nelle reti che hanno all'interno elementi di memoria che proteggono le uscite come D-Flip Flop in quanto sono trasparenti (sensibili agli ingressi) solamente all'arrivo di un segnale (clock).